# Apristurus laurussonii
Espèce
Répartition géographique
Statut de conservation UICN

 DD  : Données insuffisantes
Apristurus laurussonii est une espèce de requins.